# Deschampsia angusta
Deschampsia angusta är en gräsart som beskrevs av Otto Stapf och Charles Edward Hubbard.
Deschampsia angusta ingår i släktet tåtlar och familjen gräs. IUCN kategoriserar arten globalt som sårbar. Inga underarter finns listade i Catalogue of Life.